# Elecciones generales de Etiopía de 2015
Las elecciones generales de Etiopía de 2015 tuvieron lugar en dicho país el día 24 de mayo. En estos comicios se disputaron un total de 547 escaños de la Casa de los Representantes del Pueblo, la cámara baja de la Asamblea Federal Parlamentaria (el parlamento etíope).
Estas serán las quintas elecciones democráticas del país desde la caída de la República Democrática Popular de Etiopía a comienzos de la década de 1990.
Los resultados oficiales de estos comicios se entregaron el 22 de junio.

## Sistema electoral
El sistema electoral de Etiopía tiene las siguientes particularidades.
- El Presidente es elegido por voto indirecto para un mandato de 6 años.
- En la Cámara de Representantes del Pueblo, los 547 miembros son elegidos por voto de pluralidad en circunscripciones uninominales para un período de 5 años. Hay 22 distritos electorales que están reservados a reconocidos a nivel nacional "Nacionalidades y Pueblos".

## Contexto
La política en Etiopía se ha caracterizado desde 2005 por un predominio absoluto del Frente Democrático Revolucionario del Pueblo Etíope (EPRDF por sus siglas en inglés) que se mantiene en el poder.[cita requerida]
El EPRDF es un partido político dirigido por exmiembros del grupo armado de ideología marxista-leninista Frente Popular para la Liberación del Tigray, lo que ha conllevado que en la política (donde se metieron en la década de 1990, tras abandonar la lucha) se hayan basado en el reparto de tierras y en políticas de impacto social, consiguiendo en un principio un sistema que fue calificado como Democracia Revolucionaria.[cita requerida]
Sin embargo, desde las elecciones generales de 2005, el EPRDF ha hecho actos premeditados para conseguir que la oposición apenas mantenga representación en el Parlamento. A su vez, ha creado una serie de partidos satélites con el que ofrece una visión multipartidista del país, aunque en la realidad todos los partidos se alían con ellos y solo son un instrumento de aproximación a los distintos grupos étnicos que habitan Etiopía.[cita requerida]
Con ese contexto político, se esperaba que estos comicios fuesen el detonante hacia un estilo electoral más democrático.[cita requerida]
Esta ilusión cayó en saco roto cuando en enero de 2015, Girma Seifu, líder del único partido con representación parlamentaria no aliada al gobierno, la Unidad para la Democracia y la Justicia (MEDREK), que contaba con un único escaño, explicó que la junta electoral etíope ha rechazado la presentación de su partido alegando la no permisividad de sus logotipos, impidiendo así que se registren para poder ser votados.
Por el momento, los únicos partidos que están registrados para poder ser electos son el propio Frente Democrático Revolucionario y sus partidos satélites, a los que podrán votar casi 35 millones de etíopes registrados para votar.

## Votación
Las votaciones se llevaron a cabo sin mayores incidentes. Los colegios electorales estuvieron abiertos hasta las 18:00 horas (15:00 GMT). Todos los medios dan como claro vencedor al partido gobernante, con la única incógnita de cuantos diputados va a obtener.
Los únicos problemas que se registraron durante el día fueron en algunas universidades, donde hubo problemas en la entrega de los materiales para realizar la votación. Hubo personas con derecho a voto que no pudieron ejercerlo en todo el lapso de 12 horas donde se permitía (06:00-18:00 hora local), por lo que la NEBE permitió a esas personas tener un día extra para votar.

### Acusaciones de fraude
La oposición ha denunciado públicamente al gobierno en lo que considera un claro fraude electoral en una simulación de democracia que llevan a cabo desde que llegaron al poder.
A nivel de la calle, también hay mucha gente que considera que el gobierno etíope “no juega limpio” en las elecciones para perpetuarse en el poder.